# The Persuasionists
The Persuasionists è una sitcom trasmessa su BBC Two  ed interpretata da Iain Lee, Simon Farnaby, Adam Buxton, Jarred Christmas e Daisy Haggard, ed in cui figura, tra gli altri, Natalie Gumede. Questo è stato il debutto nella scrittura di sitcom per Jonathan Thake, meglio noto per la campagna pubblicitaria di Pot Noodle ‘the slag of all snacks’. Il primo episodio della serie venne trasmesso il 13 gennaio 2010.
La serie è stata prodotta da Bwark Productions (creatori di The Inbetweeners); Iain Morris e Damon Beesley sono i produttori esecutivi e Tristram Shapeero è il regista. Andrew Collins è, invece, il direttore della scrittura.

## Sintesi
La sitcom è ambientata nel mondo della pubblicità e si focalizza sulle vite di cinque dipendenti sovrappagati e sottoutilizzati di una agenzia pubblicitaria inventata, HHH&H.

## Critica
Il primo episodio ricevette recensioni generalmente negative dalla stampa, delusa da un copione scarno, una cattiva regia ed una povera caratterizzazione, nonostante il cast fosse promettente. Alcuni critici avevano la speranza che gli episodi futuri sarebbero stati migliori, ma, anche dopo successive messe in onda, le opinioni della critica rimasero negative, anche a causa di una pesante modifica e dell'uso eccessivo di risate finte.
A metà della messa in onda della serie, lo show venne stato spostato nella fascia oraria delle 23.20 (graveyard slot), a causa degli ascolti sotto le aspettative e delle recensioni mediocri della stampa e dei blogger. La serie non venne rinnovata per una seconda stagione.

## "The Scum Also Rises"
Il progetto iniziò nel 2007 come episodio pilota per BBC Three con il nome di "The Scum Also Rises", con Chris Barrie e Kevin Bishop. Un secondo episodio pilota, mai andato in onda, venne prodotto nel 2008. Lo show, prima di venir trasmessa nel 2010, passò attraverso varie modifiche, incluso un quasi completo rinnovamento del cast.